# Garbage in, garbage out
計算機科学において、Garbage In, Garbage Out（ガービッジ・イン、ガービッジ・アウト／ガベージ・イン、ガベージ・アウト）、略してGIGOとは、欠陥のある、または無意味な（garbage）入力データは無意味な出力を生み出すという概念である。直訳は「ゴミを入力するとゴミが出力される」。すなわち、「『無意味なデータ』をコンピュータに入力すると『無意味な結果』が返される」という意味である。Rubbish in, rubbish out (RIRO)とも表現される。
この原則は、すべての論理的議論に適用される。健全な議論もその前提に欠陥があれば、健全でない結論に至ることがある。

## 歴史
この概念は、コンピュータの黎明期から存在するが、今日においてもなお、あてはまる。今日では高性能なコンピュータが存在するが、こうしたコンピュータは短時間で大量の情報を処理でき、結果として大量の誤ったデータを作成する。最初にこの用語が用いられたのは1957年11月10日であり、アメリカ陸軍のウィリアム・メイリンが、アメリカ陸軍の数学者たちが初期のコンピュータでした仕事について解説した新聞記事である。この記事において、コンピュータは自分で考えることができず、「ずさんなプログラム」の入力は必然的に誤った出力につながりると指摘されている。また、この基本原理は最初のプログラマブルコンピューティングデバイスの設計を行った発明者によっても示されている。
「バベッジさん、もし間違った数字を機械に入れたら、正しい答えが出るのですか」と聞かれたことが二度ほどある。私は、このような質問を引き起こすような発想の混乱を正しく理解することができない。—チャールズ・バベッジ、Passages from the Life of a Philosopher
最近では、海難事故調査局も同様の結論に至っている。
ローディングコンピュータは、船舶の安全運航のための有効かつ有用なツールである。しかし、その出力は、入力された情報と同じくらい正確でなければならない。—MAIB、SAFETY FLYER Hoegh Osaka: Listing, flooding and grounding on 3 January 2015
この用語は、後入先出法（LIFO）や先入先出法（FIFO）に由来している可能性がある。
意思決定者は、他の方法では収集・分析できないような、コンピュータで生成された情報や分析に直面することが多くなっている。そのため、たとえ疑うべき理由があったとしても、その出力の裏をかくことは論外である。つまり、コンピュータによる分析は、貧弱なデータに基づくものではあるが、信頼できる参考資料となるのである。—ダニエル・T・ブルックス、ブランドン・ベッカー、ジェリー・R・マーラット、Computer Applications in Particular Industries: Securities

## 用法
デジタル化されたオーディオやビデオファイルの品質が悪いことを説明する言葉として使われることがある。デジタル化は、信号をきれいにする最初の段階にはなるが、それだけで品質が向上するわけではない。元のアナログ信号の欠陥は忠実に記録されるが、デジタル信号処理による後続の段階でそれが特定され、取り除かれる可能性がある。
Garbage in, garbage outは、欠陥のある、不完全な、そして不正確なデータによる人間の意思決定の失敗を表現するためにも使用される。
聴覚分野では、聴覚神経障害スペクトラムが存在する場合、背側蝸牛核（DCN）で発生する過程をGarbage in, garbage outと表現する。2012年3月16日にフロリダ州セントピーターズバーグで開催された2012年世界ANSD会議において、ダン・シュワルツによって用いられた用語である。この表現は、蝸牛からの神経発火が同期しなくなったときに発生し、その結果、静電気で満たされた音が背側蝸牛核に入力され、連鎖して聴覚皮質に渡され、背側蝸牛核から受け取った電気信号は、聴覚連鎖を通って上オリーブ複合体へと進み、聴覚皮質へと到達することを表している。
Garbage in, garbage outはFidoNet、MAUSnetなどへのネットニュースゲートウェイプログラムの名前であった。
量子化
この用語は、低質な映像や音声ファイルを量子化する際に用いられる。アナログで録画・録音された情報は、デジタル信号に変換する際に画質・音質の劣化を起こす。したがって、量子化の際に元の情報の質を超えることはない。
信仰
Garbage in, gospel outという文字列として用いられることがある。これはコンピュータがどのような性向をもって処理しているのかを知らずにコンピュータのデータを過度に信仰することに対する皮肉である。